# Pangshura tentoria
Espèce
Synonymes
- Emys tentoria Gray, 1834
- Emys tectum intermedia Blanford, 1870
- Kachuga tentoria (Gray, 1834)
- Pangshura flaviventer Günther, 1864
- Pangshura leithii Gray, 1870
- Kachuga tecta circumdata Mertens, 1969

Statut de conservation UICN

 LC  : Préoccupation mineure
Statut CITES

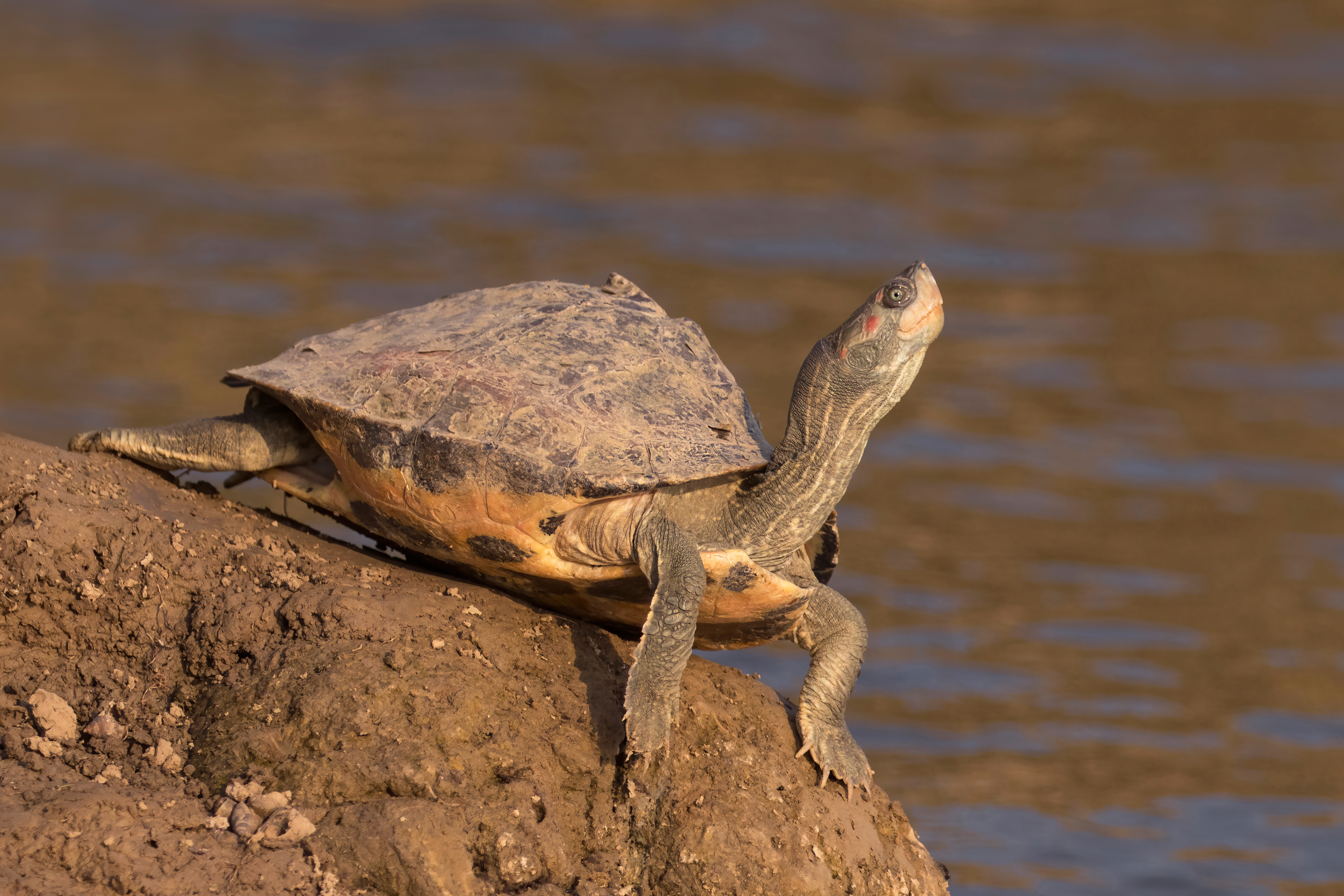
Une pangshura tentoria au bord de la rivière Chambal en Inde. Novembre 2017.

Pangshura tentoria est une espèce de tortues de la famille des Geoemydidae.

## Répartition
Cette espèce se rencontre :
- en Inde dans les États d'Andhra Pradesh, du Bihar, du Gujarat, du Madhya Pradesh, du Maharashtra, d'Orissa, du Rajasthan, d'Uttar Pradesh et du Bengale-Occidental ;
- au Bangladesh ;
- au Népal.

## Liste des sous-espèces
Selon TFTSG (17 juin 2011) :
- Pangshura tentoria circumdata (Mertens, 1969)
- Pangshura tentoria flaviventer Günther, 1864
- Pangshura tentoria tentoria (Gray, 1834)

## Publications originales
- Gray, 1834 : Characters of several new species of freshwater tortoises (Emys) from India and China. Proceedings of the Zoological Society of London, vol. 1834, p. 53–54 (texte intégral).
- Günther, 1864 : The reptiles of British India, London, Taylor & Francis, p. 1-452 (texte intégral).
- Mertens, 1969 : Eine neue Rasse der Dachschildkröte, Kachuga tecta. Senckenbergiana Biologica, vol. 50, p. 23–30.